# Andre Cason
Andre Cason (Virginia Beach, 20 de janeiro de 1969) é um ex-velocista norte-americano, bicampeão mundial de atletismo no revezamento 4x100 m em Tóquio 1991 e Stuttgart 1993. Cason integrou o 4x100 m norte-americano do Campeonato Mundial de Atletismo de 1991 que quebrou o recorde mundial da prova – 37.50 – junto com Leroy Burrell, Dennis Mitchell e Carl Lewis. Também foi campeão mundial indoor dos 60 metros no mesmo ano.